# محوطه کوته سربویه
محوطه کوته سربویه در شهرستان املش، بخش رانکوه، روستای بویه واقع شده و این اثر در تاریخ ۲ آبان ۱۳۸۲ با شمارهٔ ثبت ۱۰۶۷۹ به‌عنوان یکی از آثار ملی ایران به ثبت رسیده است.